# Église d'Hietama
L'église d'Hietama (en finnois : Hietaman kirkko) est une église moderne construite dans le village Hietama (fi) de la commune d'Äänekoski en Finlande.

## Architecture
La nef est haute d'environ 10 mètres.
La façade vitrée derrière l'autel laisse voir le paysage environnant.
L'église a 150 places.